# Формула Томсона

Колебательный контур

Фо́рмула То́мсона — математическое выражение связывающее собственную частоту, индуктивность и ёмкость электрических или электромагнитных колебаний в электрическом колебательном контуре.
Названа в честь английского физика и математика Уильяма Томсона, который вывел её в 1853 году.
Формула Томсона выглядит следующим образом:
{\displaystyle T_{0}=1/f_{0}=2\pi {\sqrt {LC}}=2\pi /\omega _{0}=2\pi /(1/{\sqrt {LC}})=2\pi {\sqrt {LC}},}
где {\displaystyle T_{0}} — период собственных колебаний;
{\displaystyle f_{0}} — частота собственных колебаний;
{\displaystyle \omega _{0}} — угловая частота собственных колебаний;
{\displaystyle L} — индуктивность;
{\displaystyle C} — ёмкость.
Она следует из решения линейного дифференциального уравнения для собственных колебаний в контуре без затухания, составленного исходя из свойств индуктивности, ёмкости и правил Кирхгофа:
{\displaystyle {\frac {d^{2}}{dt^{2}}}i(t)+\omega _{0}^{2}i(t)=0\,.}